# Nkol Yegue I
Pour les articles homonymes, voir Nkol.
Nkol Yegue I ou Nkolyegue I est un village de la région du Centre au Cameroun, localisé dans la commune de Mbankomo et le département de la Méfou-et-Akono.

## Population
En 1965, Nkol Yegue I comptait 308 habitants, principalement des Ewondo.
Lors du recensement de 2005, ce nombre s'élevait à 254.